# Tanjung Sari (Sungai Bahar)
Tanjung Sari is een bestuurslaag in het regentschap Muaro Jambi van de provincie Jambi, Indonesië. Tanjung Sari telt 2130 inwoners (volkstelling 2010).